# The Coxcomb
The Coxcomb es el tercer álbum de estudio de David Grubbs, lanzado en 1999 por Rectangle. Es una adaptación de The Blue Hotel, una historia corta de Stephen Crane.

## Lista de canciones
Todas las canciones escritas y compuestas por David Grubbs. 
| N.º | Título            | Duración |  |
| 1.  | «The Coxcomb»     | 17:00    |  |
| 2.  | «Aux Noctambules» | 15:42    |  |